# Tibouchina oligantha
Tibouchina oligantha är en tvåhjärtbladig växtart som beskrevs av Henry Allan Gleason. Tibouchina oligantha ingår i släktet Tibouchina och familjen Melastomataceae. Inga underarter finns listade i Catalogue of Life.